# John Pemberton

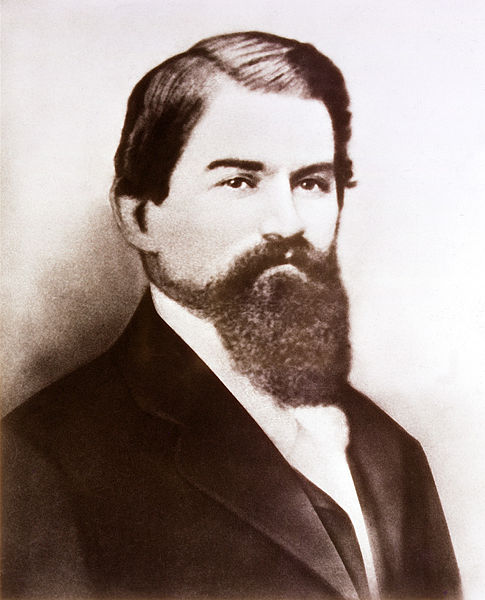
John Pemberton

John Stith Pemberton (Knoxville (Georgia), 8 juli 1831 – Atlanta (Georgia), 16 augustus 1888) was een Amerikaanse arts en apotheker maar is vooral bekend als de bedenker van de drank Coca-Cola. Zijn jeugd bracht hij door in Rome (Georgia). Hij studeerde af aan het Southern Botanico Medical College in Georgia in 1850. 

## Vroege carrière
Pemberton had kortstondig een praktijk als traditionele stoomdokter. Stoomdokters gebruikten stoombaden met kruiden en andere producten om zweten te bevorderen, waarbij ze beweerden dat dit het herstel van het lichaam bevorderde. Pemberton ging hierbij te werk volgens een model van Samuel Thomson, uiteen gezet in diens boek New Guide to Health. 
Later behaalde Pemberton een graad in geneeskunde in Philadelphia. In 1855 verhuisde hij met zijn vrouw Anna Eliza Clifford Lewis en hun enige zoon Charles Ney Pemberton naar Columbus (Georgia), waar hij een apotheek begon. Hiernaast hield hij zich ook bezig met het verrichten van medische handelingen en was hij lid van het eerste licentiebureau voor farmaceuten in Georgia.

## Verslaving
In mei 1862, ging Pemberton in dienst bij het leger van de Geconfedereerde Staten van Amerika en was eerste luitenant tijdens de Amerikaanse Burgeroorlog. Tijdens zijn laatste gevecht tijdens de Slag bij Columbus raakte hij gewond aan zijn borst door een sabel. Hij gebruikte verdovingsmiddelen tegen de pijn en als gevolg hiervan raakte hij verslaafd aan morfine.

## Ontwikkeling eigen assortiment producten
Na de oorlog werkte Pemberton vijf jaar als partner van Dr. Austin Walker, een lokale, welgestelde arts. Hij investeerde al zijn geld in het onderzoeken en ontwikkelen van een assortiment van artikelen, waaronder parfums en plantaardige geneesmiddelen. In die tijd was er, vooral in de grote steden, een grote vraag naar huismiddelen en tonics.

## Ontstaan van Coca-Cola
In 1869 verhuisde Pemberton naar Atlanta, waar hij een lucratieve handel begon in een door hem ontwikkeld drankje dat hij met veel succes verkocht onder de naam "Pemberton’s French Wine Coca". Dit drankje was gebaseerd op een vergelijkbaar Europees drankje, genaamd "Vin Mariani" van de Corsicaan Angelo Mariani (1838 - 1914). Mariani ontwikkelde deze drank uit een combinatie van Bordeauxwijn en een extract van bladen van de cocaplant. In die tijd werd het coca-extract vooral gebruikt in geneesmiddelen, voor drankjes ter bevordering van de seksuele drift en behandeling van spijsverteringsproblemen, voor zenuwkalmerende middelen en als drankje tegen veroudering. Nadat in Atlanta in 1885 een verbod op alcoholische drank werd uitgevaardigd, verving Pemberton de wijn in zijn drankje door suikerstroop. Op 18 mei 1886 besloot Pemberton een definitieve keuze te maken voor de formule van zijn nieuwe drank en Frank Robinson, een van Pembertons partners en deels eigenaar van zijn bedrijf, bedacht de naam Coca-Cola, het handelsmerk en logo. Op 28 juni 1887 werd aan het Coca-Cola handelsmerk een patent toegekend.
Jacobs Pharmacy in Atlanta, Georgia, was de eerste zaak waar Coca-Cola werd verkocht. De cocaïne werd pas in 1905 uit het drankje verwijderd, waardoor de definitieve formule ontstond zoals we deze tegenwoordig nog kennen.

## Andere activiteiten
Pemberton ontwikkelde de eerste, onder staatstoezicht geleide, laboratoria waar tests op landbouwgronden werden uitgevoerd en chemische producten voor de landbouw werden ontwikkeld. Deze faciliteiten bestaan tegenwoordig nog steeds en worden geleid door het Ministerie van Landbouw van de staat Georgia.

## Vroege dood
Pemberton raakte, ondanks het succes van de drank en mede doordat hij verslaafd was aan cocaïne, in financiële problemen en hierdoor raakte hij zijn aandeel in de onderneming uiteindelijk kwijt. Coca-Cola groeide inmiddels echter uit tot een van de meest bloeiende ondernemingen in de Verenigde Staten.
John Pemberton overleed op 57-jarige leeftijd aan maagkanker. Hij liet nog een aantal onvoltooide recepten na.
Zijn zoon Charles overleed enkele jaren later aan een overdosis ruwe morfine.